# Masicera strigata
Masicera strigata là một loài ruồi trong họ Tachinidae.